# 비주얼 뮤직
비주얼 뮤직(Visual Music)은 시각적 상상을 음악적 구조로 표현하는 예술을 일컫는다. 또한 소리나 음악을  시각적으로 재현하는 방법이나 장치를 지칭하기도 한다. 넓게 보면 음악을 회화로 해석하는 것도 포함될 수 있다.
비주얼 뮤직은 또 영화, 비디오 혹은 컴퓨터 그래픽과 같이 음악이나 소리를 직접 시각적 형태 안으로 변환해 넣는 시스템을 가리키기도 한다. 이때 기계적 방법이나 컴퓨터의 사용, 혹은 작가의 해석을 바탕으로 음악이나 소리가 시각적 형태 안에 들어가게 된다. 반대의 경우도 적용될 수 있는데 이러한 전통아래 작업하는 작가로는 오슈카 피싱어(Oskar Fischinger), 노먼 맥라렌(Norman McLaren)을 포함한 많은 현대작가들이 있다. 비주얼 뮤직은 어느 정도 추상 영화(abstract film)의 역사와 겹치는 부분이 있기는 하지만 비주얼 뮤직이 모두 추상적인 것은 아니다. 특히 비주얼 뮤직 분야가 지속적으로 확장되면서 다양한 비주얼 뮤직에 대한 정의가 존재하고 있다. 보통 순수예술 분야의 최근 몇몇 글에서는 비주얼 뮤직을 종종 공감각으로 정의하거나 오해하고 있다. 또한 비주얼 뮤직은 복합예술(intermedia)의 한 형태로 정의되고 있다.
가끔 "컬러 뮤직"(color music)이라고도 불리는데, 이는 "컬러 오르간"(color organs)이라는
소리를 색색의 빛으로 재현하는 악기를 사용한 실험에서 기인한 것이다. 컬러 뮤직의 여러 정의 중의 하나는 색색의 빛을 형태 없이 영사(projection)하는 것이다.

## 영화/영상 내의 비주얼 뮤직
비주얼 뮤직과 추상 영화 혹은 추상 영상은 종종 일치한다. 이 두 장르에서 알려진 최초의 작품 중의 하나는 미래파의 브루노 코라(Bruno Corra)와 아르날도 기나(Arnaldo Ginna)
가 1911년과 1912년 사이에 손으로 그려 제작한 것인데 현재는 분실되어 영화미래파선언(Futurist Manifesto of Cinema)에 언급한 내용으로만 확인이 가능하다.
주요 비주얼 뮤직 영상작가로는 발터 루트만(Walter Ruttmann), 한스 리히터(Hans Richter), 비킹 에글링(Viking Eggeling), 오슈카 피싱어, 렌 리에(Len Lye), 죠단 벨슨(Jordan Belson), 노먼 맥라렌, 매리 엘렌 부트(Mary Ellen Bute), 해리 스미스(Harry Smith), 휘트니 형제(John and James Whitney) 등이 있다.

## 오늘날의 비주얼 뮤직
한 세기가 넘는 동안 라이브 영사 작업, 컬러 오르간, 60년대의 라이트 쇼 그리고 영화와 영상 등으로 영역을 넓혀온 비주얼 뮤직은 오늘날 VJ와 VJ문화 또한 포함하고 있다.